# Rosa King
Rosa King (Macon, 14 marzo 1939 – Roma, 12 dicembre 2000) è stata una sassofonista e cantante statunitense di jazz e blues che raggiunse il successo ad Amsterdam. È oggi ritenuta una tra i più grandi sassofonisti della storia.

## Biografia
Rosa King nacque a Macon, in Georgia, Stati Uniti. Alle elementari, medie e superiori andò a scuola con Richard Penniman, il futuro Little Richard.
Durante la sua carriera ha lavorato con Ben E. King, Cab Calloway, Eric Burdon e Sly Hampton. La sua reputazione è stata rafforzata da una gara tra sassofoni tenore con Stan Getz al North Sea Jazz Festival nel 1978. È apparsa nel programma televisivo Sesamo apriti e in programmi televisivi europei, così come nel film Comeback con Eric Burdon. Molte carriere furono lanciate nella sua band, comprese quelle di Candy Dulfer, Saskia Laroo e Alex Britti.
Sebbene la King fosse popolare in Europa, ebbe poca visibilità in America tranne che per brevi periodi in cui viveva a New York, mantenendo un appartamento lì per molti anni anche se risiedeva ad Amsterdam. L'anno prima di morire tornò in Georgia per esibirsi con una band chiamata Rosa King and the Looters. Tra i membri della band figuravano J. Lyon Layden alla chitarra, Eric Layden al basso, Kristina Train alla voce e al violino, Jeff Evans alla batteria e Dan Walker alle tastiere.
Nello stesso anno si esibì in un festival jazz in Sudafrica e in diverse occasioni nei Paesi Bassi.

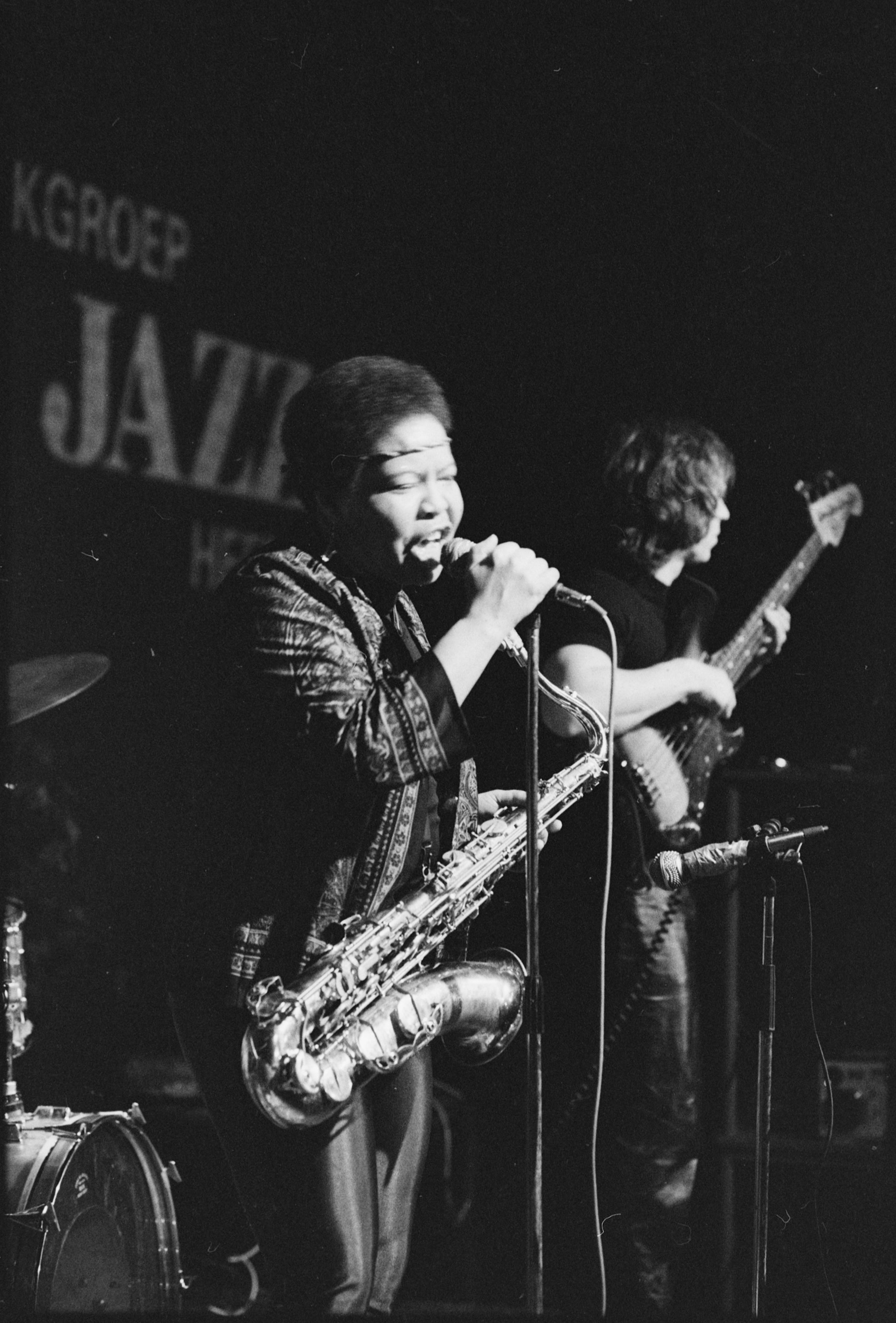
Rosa King a Heemskerk, nei Paesi Bassi, nel 1983

Nel 2000 la sua ultima performance in Italia, a Roma, fu una riunione con il chitarrista Alex Britti in un concerto televisivo a livello nazionale, con quasi 100.000 persone presenti. Sebbene avesse subito diversi attacchi di cuore la settimana prima, volle esibirsi lo stesso su una sedia a rotelle. Dodici ore dopo, il 12 dicembre 2000, morì.
La "Fondazione Rosa King" è stata istituita nei Paesi Bassi per sostenere le giovani artiste che vogliono emergere, ed un concerto commemorativo della musicista è stato condotto presso la sala concerti Melkweg ad Amsterdam.

## Discografia
| Album | Brani | Brani |
| --- | --- | --- |
| Rosa King & Upside Down - 1974 - Blue Elephant – PE 877072 - Dureco* - Vinyl, LP - Netherlands | - 1 Up Side Down - 2 Don't Make Me Wait In Vain - 3 Feet Freak - 4 I Got To Feel Free - 5 Ghetto Of Peoples Minds - 6 Do You Wanna                                | - 7 Understanding - 8 Fame And Fortune - 9 Blues For You - 10 Chicken Legs - 11 Foot Steps - 12 Troubles                                                 |
| Vrouwenfestival 1979 - Live at the Melkweg - 1979 Vrouwenfestival (women's festival) - with various female performers - Vinyl, LP - Milky Way Records - Netherlands - recorded live at the Melkweg, Amsterdam | - 1 So Far To Go 6:32 | |
| So Far To Go - So Far To Go (LP, Album) Caribbean Circle F.C. 30505 Netherlands 1980 - Summertime (LP, Album) Балкантон ВТА 2095 Bulgaria 1979 | - 1 Change Is Gonna Come 3:15 - 2 So Far To Go 6:35 - 3 When Your Love Is Gone 6:15 - 4 No Tears 3:15                                                             | - 5 Summer Time 4:00 - 6 Do You Love Me Because 3:30 - 7 Hello Lover 3:10 - 8 All In The Name Of Love 5:00                                               |
| Too Busy - 1980/1984 - Pop Eye Label PE 105 - Vinyl, LP, Mini-Album - Netherlands | - 1 Too Busy (Loving You) 3:40 - 2 Can't Go Through Life 3:55 - 3 I Never Knew 4:02                                                                               | - 4 You've Changed Your Mind 5:43 - 5 Sometimes 4:28 |
| Rosa King's Favourite Blues Live - Live LP - 1981 Paradise + 1991 Riff - Rosa Kings Favourite Blues (LP, Album) Paradise SMC 100.005 1981 - The Rosa Kings Favorite Ballads (LP, Album) Paradise SMC 100.005 1981 - Rosa King's Favourite Blues (CD, Album, Liv) D&K CD 860037 1991 - Netherlands                                                       | - 1 Gotta Be Free 4:30 - 2 So Many Nights And Days 5:00 - 3 St. James Infirmary 4:47 - 4 Please Send Me Someone To Love 5:00                                      | - 5 Gonna Find A New Love 4:20 - 6 Georgia On My Mind 4:45 - 7 Going Down Slow 12:15 - 8 Trouble In My Mind 4:44                                         |
| Under The Cover - 1987 - Under The Cover (LP) D&K D&K 87011 Netherlands 1987 - Under The Cover (LP) AVC AVL-2006 Spain 1989 | - 1 Baby I Didn't Know 4:05 - 2 Hello Lover 3:37 - 3 The Every Best 6:19 - 4 Who's Playing A Joke On Who 4:06                                                     | - 5 You're In Love 6:07 - 6 It Wasn't Easy 4:49 - 7 Test Of Time 5:15 - 8 You Love Me To Much 5:26                                                       |
| Jazz out of Harlem - LP 1986 - EMI | | |
| "Who's Playing A Joke On Who?" - Maxi single 1988 Metropole - 1987 - Who's Playing A Joke On Who (12") Metropol Records MRP-109-MX Spain 1988 - Who's Playing A Joke On Who (7") D&K 787011 Netherlands 1987 - Who's Playing A Joke On Who (7", Promo) Metropol Records MRP- 109-S Spain 1988                                                           | - 1 Who's Playing A Joke On Who 4:06 | - 2 You Love Me To Much 5:26 |
| It Just Happened Live Cafe Alto - 1992 - Riff – 85009-2 - CD, Album - Netherlands | - 1 Why 7:54 - 2 It Just Happened 7:05 - 3 Gonna Find Me A New Love 10:04 - 4 Own Decision 4:33 - 5 Big Mistake 8:11                                              | - 6 Don't Activate My Love Decease 8:47 - 7 Taking Me A Chance 5:11 - 8 Cold Cold Feeling 10:13 - 9 Do You Feel Like Some Times 6:47 - 10 Lonely Me 6:58 |
| Salsa Carnaval Live | | |
| Cheating on Me - * CD 1992 Bloomdido Productions/ live recording in Le Duc des Lombards, Parijs on 23/24 June 1992 with guest the American guitarist Luther Allison | - 1. Cheating On Me (2:58) - 2. Trouble Free (3:00) - 3. Don't Activate My Love Disease (6:07) - 4. I Ain't Nobody's Fool (6:18) - 5. I Got To Be Free (6:02)     | - 6. Lay Down Beside You (7:15) - 7. T/he Perfect Love (7:57) - 8. Living And Loving (9:13) - 9. So Far To Go (5:02) - 10. Gonna Find Me A Love (9:08)   |
| The Best of Rosa King & Upside Down - 1995 June Riff - CD | - 1 You've changed your mind 5:43 - 2 Georgia on my mind 4:43 - 3 I never knew 4:01 - 4 Why 7:53 - 5 Lonely me 3:00                                               | - 6 Can't go through life 3:56 - 7 The very best 6:20 - 8 Too busy (Loving you) 3:42 - 9 Cheating on me 6:55 - 10 I ain't nobody's fool 6:18             |
| 25 Years Still Going Strong - Riff – 85054-2 - CD - Netherlands - 1997 okt 1996 Recorded at Studio 88 Hilversum | - 1 Still Going Strong 3:29 - 2 Catch 22 5:55 - 3 When Love Is Gone 3:39 - 4 Digging Them Potatoes 3:26 - 5 Come In, Sit Down 4:50 - 6 Bad Case Of The Blues 4:17 | - 7 Have You Ever Loved A Woman 7:05 - 8 It's Over 3:53 - 9 No Time To Shop Around 3:17 - 10 Bayerisher Hof 5:50 - 11 I Keep Hurting 6:12                |
| Rosa King & Up Side Down: "Do You Wanne" - Frans Peters Studio – 6802 137 - Vinyl, 7", 45 RPM, Single, Stereo - Netherlands - 1974 Maybe never official released. Misspelling in the title (Wanne) is on sleeve and record. Rosa King And Upside Down on this single without the crowd sound that appears on the LP that Frans Peters recorded in 1974. | - 1 Do You Wanne | - 2 Understanding |
| Rosa King & Up Side Down: "Baby, I Didn't Know" - AVC, S.A. – AVC 206 - Vinyl, 7", Single - Spain - 1989 | - 1 Baby I Didn't Know 4:05 | - 2 You Love Me To Much 5:26 |
| Summertime - ВТА 2095 - Vinyl, LP, Album - Bulgaria - 1979 - So Far To Go (LP, Album) Caribbean Circle F.C. 30505 Netherlands 1980 | - 1 Change Is Gonna Come - 2 So Far To Go - 3 When Love Is Gone - 4 No Tears                                                                                      | - 5 Summertime - 6 Do You Love Me - 7 Hello Lover - 8 All In The Name Of Love                                                                            |